# University of Notre Dame Australia
Die University of Notre Dame Australia (UNDA) ist eine australische Universität in Perth, Western Australia (Westküste), die 1990 gegründet wurde. Sie ist neben der Bond University die zweite private, zudem katholische Universität.

## Überblick
Die University of Notre Dame wurde als private, katholische Hochschule mit dem Schwerpunkt der innovativen Lehre gegründet.
Die Hochschule verteilt sich auf drei Standorte. Der Hauptcampus liegt in der Innenstadt der Hafenstadt Fremantle in der Nähe von Perth. Der Broome Campus liegt in Broome in Nordwestaustralien, rund 2.600 Kilometer nördlich von Perth in der Kimberley Region. 2006 wurde ein Campus in Sydney eröffnet.

## Fakultäten
Die Universität hat ihre Studienfächer in 4 Fakultäten aufgeteilt:
- Rechtswissenschaften

mit dem Fächerangebot in Rechtswissenschaften, Geschichte, Politikwissenschaften und „Aboriginal Studies“
- Theologie

mit dem Fächerangebot in Theologie, Pastoraltheologie, Philosophie und Ethik
- Health

mit dem Fächerangebot in Krankenpflege, Psychotherapie und Psychologie, Gesundheitswesen und Sportwissenschaften
- Business

mit dem Fächerangebot in Accounting, Finanzwissenschaften, E-Commerce, Umweltmanagement, Management und Marketing

## Zahlen zu den Studierenden
2020 waren 12.698 Studierende an der University of Notre Dame eingeschrieben (2016: 12.017, 2017: 11.936, 2018: 11.721, 2019: 11.753). 8.692 davon (68,5 %) hatten noch keinen ersten Abschluss, 8.628 davon waren Bachelorstudenten. 3.303 (26,0 %) hatten bereits einen ersten Abschluss und 365 davon arbeiteten in der Forschung.

## Sonstiges
Weitere Universitäten in Perth sind die University of Western Australia, Edith Cowan University, Curtin University of Technology und Murdoch University. Teilweise haben diese Universitäten Außenstellen in anderen Städten wie Albany, Bunbury, Broome, Esperance und Kalgoorlie.
Peter Tranter war ab 2019 ausführender Vizekanzler der Universität.

## Partnerhochschulen
Die Universität pflegt eine besondere Partnerschaft mit der US-amerikanischen University of Notre Dame in South Bend, Indiana.